# Yeji
Hwang Ye-ji (en hangul: 황예지; Seúl, 26 de mayo de 2000), más conocida como Yeji, es una cantante, rapera y bailarina surcoreana. Es conocida por formar parte de Itzy, grupo femenino surcoreano formado por JYP Entertainment en 2019, donde también es líder.

## Biografía

### 2000–2024: Inicio de vida y debut
Yeji nació el 26 de mayo de 2000 en Seúl, Corea del Sur, pero se crio en Jeonju. En su infancia sufrió de atopia, neumonía y osteomielitis. Yeji se convirtió en aprendiz de JYP en 2015 a través de una audición al interpretar la canción «Like Ooh-Ahh» de Twice. Apareció públicamente durante un showcase de su discográfica en agosto de 2016. En octubre de 2017, apareció en el programa Stray Kids como parte del equipo femenino de predebut. A finales de 2018, se convirtió en concursante de The Fan, pero no logró obtener los suficientes puntos para pasar a la siguiente ronda. El 27 de enero de 2019, JYP Entertainment publicó una imagen teaser de Yeji para el debut de Itzy con «Dalla Dalla». Debutó el 12 de febrero como integrante del grupo. El 12 de octubre del mismo año, Yeji se convirtió en presentadora de Asia Song Festival, junto a Hyunjin de Stray Kids. Para el episodio de Music Bank del 3 de abril de 2020, la cantante apareció como presentadora especial en compañía de su compañera Yuna.
El 28 de julio del 2022, Yeji y Ryujin lanzan el remix de «Break My Heart Myself», tema de la cantante estadounidense de origen albanés Bleta Rexha, más conocida como Bebe Rexha, y del baterista de punk rock estadounidense, actualmente miembro de Blink-182, Travis Barker.

### 2025–presente: Debut en solitario
El 17 de enero de 2025, Xports News reportó que Yeji debutaría en la primera mitad del año, convirtiéndose en la primera del grupo en hacerlo. El 10 de febrero JYP Entertainment anunció el EP debut de Yeji, Air, que fue publicado el 10 de marzo con el sencillo principal del mismo nombre.

## Discografía

### EP
| Título | Detalles                                                                                           | Mejor posición | Mejor posición | Mejor posición | Certificaciones |
| Título | Detalles                                                                                           | KOR            | EUA World      | GRC            | Certificaciones |
| ------ | -------------------------------------------------------------------------------------------------- | -------------- | -------------- | -------------- | --------------- |
| Air    | - Lanzamiento: 10 de marzo de 2025 - Discográfica: JYP - Formatos: CD, descarga digital, streaming | 3              | 6              | 33             | - KMCA: Platino |

### Sencillos

#### Como artista principal
| Título | Año  | Mejor posición | Álbum |
| Título | Año  | KOR            | Álbum |
| ------ | ---- | -------------- | ----- |
| «Air»  | 2025 | 109            | Air   |

#### Como artista invitada
| Título                                                 | Año  | Mejor posición | Álbum     |
| Título                                                 | Año  | KOR Down.      | Álbum     |
| ------------------------------------------------------ | ---- | -------------- | --------- |
| «Break My Heart Myself» (Bebe Rexha con Yeji y Ryujin) | 2022 | 120            | Sin álbum |

### Apariciones en bandas sonoras
| Título            | Año  | Mejor posición | Álbum               |
| Título            | Año  | KOR Down.      | Álbum               |
| ----------------- | ---- | -------------- | ------------------- |
| «Think About You» | 2024 | 67             | Love Your Enemy OST |

### Otras canciones en listas
| Título              | Año  | Mejor posición | Álbum      |
| Título              | Año  | KOR Down.      | Álbum      |
| ------------------- | ---- | -------------- | ---------- |
| «Crown on My Head»  | 2024 | 43             | Born to Be |
| «Invasion»          | 2025 | 68             | Air        |
| «Can't Slow Me, No» | 2025 | 71             | Air        |
| «258»               | 2025 | 67             | Air        |

### Créditos de composición
Todos los créditos son adaptados de la base de datos de la Korea Music Copyright Association, a menos que se indique lo contrario.
| Título             | Año  | Artista    | Álbum      | Letras | Música |
| ------------------ | ---- | ---------- | ---------- | ------ | ------ |
| «Crown on My Head» | 2024 | Ella misma | Born to Be | Yes    | Yes    |
| «Air»              | 2025 | Ella misma | Air        | Yes    | No     |

## Filmografía

### Programas de televisión
| Año  | Título     | Canal   | Notas                       |
| ---- | ---------- | ------- | --------------------------- |
| 2017 | Stray Kids | Mnet    | Miembro del equipo femenino |
| 2018 | The Fan    | SBS     | Concursante                 |
| 2020 | Music Bank | KBS 2TV | Presentadora especial       |